# Institut für Schulqualität des Landes Berlin
Das Institut für Schulqualität der Länder Berlin und Brandenburg (ISQ) e. V. ist eine unabhängige wissenschaftliche Einrichtung an der Freien Universität Berlin. Es berät Schulen, Schulverwaltungen und Bildungspolitiker beider Länder mit dem Ziel, die Qualität der Bildung in der gemeinsamen Bildungsregion Berlin-Brandenburg weiterzuentwickeln.
Es ist u. a. zuständig für die Organisation der Vergleichsarbeiten in den 3. und 8. Klassen (VERA) und des Mittleren Schulabschlusses (MSA) in den beiden Bundesländern. Damit werden Beschlüsse der Kultusministerkonferenz (KMK) von 2004 über die Einführung länderübergreifender Bildungsstandards umgesetzt.